# Bousculade de Turin en 2017
 (février 2020).
Si vous disposez d'ouvrages ou d'articles de référence ou si vous connaissez des sites web de qualité traitant du thème abordé ici, merci de compléter l'article en donnant les références utiles à sa vérifiabilité et en les liant à la section « Notes et références ».

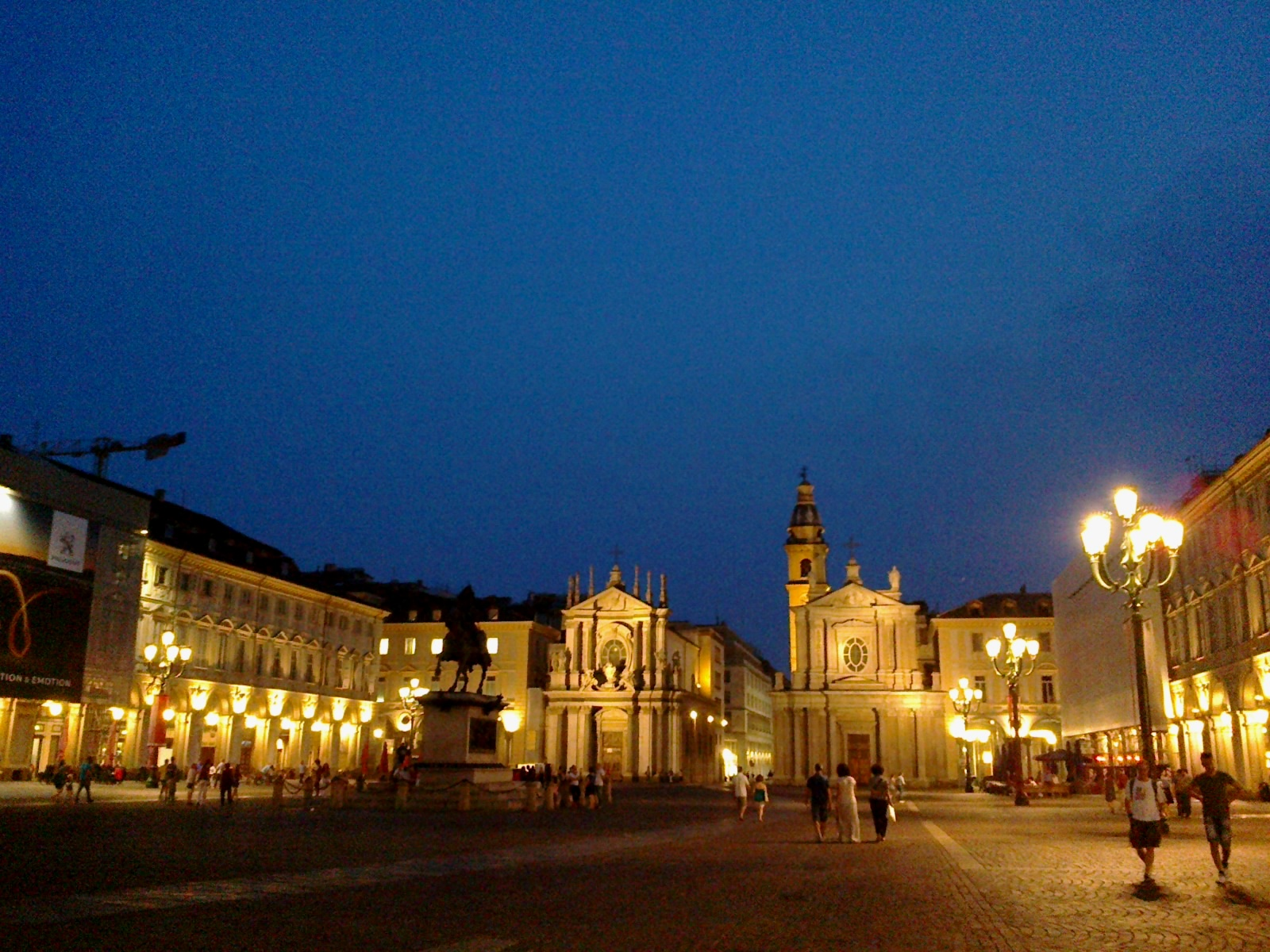
Piazza San Carlo à Turin, en 2015

La bousculade de Turin de 2017 est une bousculade survenue le 3 juin 2017 sur la Piazza San Carlo, à Turin, en Italie, après une tentative de vol lors de la projection de la finale de la Ligue des champions opposant la Juventus et le Real Madrid. 2 femmes sont mortes et 1 526 personnes ont été blessées.

## Bousculade
L'incident s'est produit vers 22 h 30 heure locale, environ 10 minutes avant la fin du match, lorsque la panique a éclaté parmi les personnes présentes sur la Piazza San Carlo, entraînant une bousculade. Pendant la panique, une rampe d'escalier menant à un parking souterrain a cédé, causant des blessures supplémentaires.
Bien que la panique ait d'abord été causée par le bruit des pétards, elle a ensuite été causée par une tentative de vol avec pulvérisation de spray au poivre dans la foule pour voler des objets de valeur appartenant au public, une personne criant qu'une bombe avait explosé a alimenté la panique.
Après la bousculade et l'évacuation qui a suivi, la place était jonchée de baskets.

## Bilan
Au moins 1 526 personnes sont blessées, dont sept grièvement. Le 15 juin, moins de deux semaines après la bousculade, une femme de 38 ans, Erika Pioletti,  décède à l'hôpital des suites de ses blessures, tandis qu'une autre femme, Marisa Amato, devenue tétraplégique décède à l'hôpital le 25 janvier 2019.

## Réaction et enquête
Certains fans plus âgés de la Juventus ont déclaré que la bousculade leur avait évoqué les souvenirs douloureux de la catastrophe du stade du Heysel en 1985, lorsque 39 fans, principalement des supporters de la Juventus en provenance d'Italie, ont été écrasés contre un mur qui s'effondrait à Bruxelles, en Belgique, avant le début de la finale de la Coupe d'Europe 1985 entre la Juventus et Liverpool.
En novembre 2017, le parquet de Turin a ouvert une enquête officielle impliquant une vingtaine de suspects, dont la maire Chiara Appendino et le chef de la police Angelo Sanna.
Le 13 avril 2018, huit personnes ont été arrêtées pour avoir déclenché une panique de masse en vue de commettre un vol à l'aide de gaz poivré. L'un d'eux a avoué le crime. Les suspects ont été identifiés par des interceptions téléphoniques, dans lesquelles un collier en or volé lors de l'événement a été mentionné.
Le procès s'est terminé, en juillet 2022, par la confirmation des condamnations à des peines de plus de dix ans de prison envers les quatre principaux accusés, tous d’origine maghrébine. Ils sont condamnés pour meurtre, le jugement - qui pourrait faire jurisprudence en Italie - considère que les voleurs savaient que l'utilisation de spray au poivre allait entraîner des mouvements de foule incontrôlables.